# Godzilla: Save the Earth
Godzilla: Save the Earth är ett spel med monstret Godzilla i huvudrollen. Det är producerat av Pipeworks Software, inc, och lanserades 7 november 2004 av Atari för tv-spelskonsolerna Playstation 2 och Xbox.
Spelet går ut på att man skall slåss i olika städer. Man kan till exempel sparkas, svinga svansen och spruta strålar. Vissa monster kan också gräva ner sig under marken.

## Monster som finns med i spelet
- Anguirus
- Godzilla 90
- Godzilla 2000
- Gigan
- Space Godzilla
- Mecha Godzilla 1, 2 och 3
- Mothra
- King Ghidorah
- Jet Jaguar
- Mega Anguirus
- Baragon
- Megalon
- Orga
- Destroyah
- Rodan
- Mecha King Ghidorah
- Mougera 1 och 2